# Туссен, Лоррейн
Лоррейн Туссен (англ. Lorraine Toussaint, род. 4 апреля 1960) — американская актриса. Она наиболее известна благодаря своей роли Рене Джексон в сериале Lifetime «Теперь в любой день» (1998—2002). Также у Туссен были регулярные роли в сериалах «Расследование Джордан» (2002—2003) и «Спасите Грейс» (2007—2010), а в 2012 году она была номинирована на премию «Независимый дух» за роль в кинофильме Авы Дюверней «На полпути в никуда». В 2014 году Туссен сыграла роль Ивонн «Ви» Паркер, основной злодейки во втором сезоне сериала Netflix «Оранжевый — хит сезона», которая принесла ей признание критиков. Позже Туссен снялась в ещё одном фильме Дюверней, «Сельма», играя роль правозащитницы Амелии Бойнтон.

## Биография
Лоррейн Туссен родилась на острове Тринидад, но в возрасте десяти лет переехала в Бруклин вместе с матерью. В 1978 году она окончила со степенью бакалавра изобразительных искусств High School of Performing Arts, а после поступила в Джульярдскую школу, где её одноклассницей была Пенни Джонсон.
Туссен наиболее известна по своей роли в телесериале «Теперь в любой день» о дружбе двух женщин: белой домохозяйки Мэри Элизабет Симс, которую играла Энни Поттс, и афро-американского адвоката Рене Джексон (Туссен). Также сериал показывает борьбу за равные права и отмену сегрегации, в которой активно участвует отец Рене. Она снималась в сериале на протяжении всего периода его трансляции, с 1998 по 2002 год. Она также снялась в сериалах «Расследование Джордан» (2002—2003) и «Спасите Грейс» (2007—2010). Кроме того, она периодически появлялась в сериалах «Закон и порядок», «C.S.I.: Место преступления» и «Дурнушка».
В 2012 году Лоррейн Туссен была номинирована на премию «Независимый дух» за лучшую женскую роль второго плана за роль в кинофильме Авы Дюверней «На полпути в никуда» и получила похвалу от самой Элфри Вудард. В 2013 году Туссен появилась в третьем сезоне сериала «Следствие по телу» в роли злодейки, а затем начала играть роль властной матери героини Шерри Сом в сериале «Фостеры». В шоу она воссоединилась на экране с Энни Поттс, спустя тринадцать лет после завершения «Теперь в любой день».
В 2014 году Туссен исполнила роль Ивонн «Ви» Паркер в сериале Netflix «Оранжевый — хит сезона». За игру основного антагониста второго сезона Туссен получила значительное количество похвалы от критиков. В том же году она была приглашена на роль Амелии Бойнтон, первой афроамериканской женщины в Алабаме, которая баллотировалась в Конгресс, в исторической драме Авы Дюверней «Сельма». Вскоре она была приглашена на одну из центральных ролей в сериал ABC «Вечность». Сериал был закрыт после одного сезона в мае 2015 года.
В 2015 году Туссен выиграла премии Гильдии актёров США и «„Выбор телевизионных критиков“ за лучшую женскую роль второго плана в драматическом сериале» за игру в «Оранжевый — хит сезона». В том же году она сыграла свою первую в карьере ведущую кинороль, в романтической драме «Побег на остров», где сыграла стареющую вдову сенатора, которая начинает курортный роман с молодым мужчиной. Также она снялась в фильмах «Софи и восходящее солнце» с Марго Мартиндейл и Дайан Ладд, и «Любовь сбивает с рифмы», дебютной ленте для певицы Азилии Бэнкс. В июне 2015 года она была приглашена на роль матери заглавного персонажа в сериал Fox «Роузвуд».

## Избранная фильмография
| Год       |    | Русское название                        | Оригинальное название                    | Роль                          |
| --------- | -- | --------------------------------------- | ---------------------------------------- | ----------------------------- |
| 1988      | с  | Одна жизнь, чтобы жить                  | One Life to Live                         | Вера Уильямс                  |
| 1989      | ф  | Медвежатники                            | Breaking In                              | Дельфин                       |
| 1990      | с  | 227                                     | 227                                      | Моника Пэкстон                |
| 1990—2003 | с  | Закон и порядок                         | Law & Order                              | Шамбала Грин                  |
| 1991      | ф  | Гудзонский ястреб                       | Hudson Hawk                              | Элмонд Джой                   |
| 1993      | ф  | Возврата нет                            | Point of No Return                       | Бет                           |
| 1993      | ф  | Мать своих детей                        | Mother’s Boys                            | коллега Роберта               |
| 1995      | ф  | Опасные мысли                           | Dangerous Minds                          | Айрин Робертс                 |
| 1996      | тф | Если бы стены могли говорить            | If These Walls Could Talk                | Шамика Уэбб                   |
| 1996      | с  | Тёмные небеса                           | Dark Skies                               | Эда Мэй Тиллман               |
| 1998      | ф  | Чёрный пёс                              | Black Dog                                | Эйвери                        |
| 1998—2002 | с  | Теперь в любой день                     | Any Day Now                              | Рене Джексон                  |
| 2002      | мс | Статический шок                         | Static Shock                             | доктор Франклин               |
| 2002—2003 | с  | Расследование Джордан                   | Crossing Jordan                          | доктор Элейн Дюшанс           |
| 2004      | с  | Фрейзер                                 | Frasier                                  | медсестра                     |
| 2004      | ки | —                                       | World of Warcraft                        | Вирикс                        |
| 2005      | с  | Справедливая Эми                        | Judging Amy                              | Айлин Стейман                 |
| 2005      | с  | Ищейка                                  | The Closer                               | заместитель прокурора Пауэлл  |
| 2005—2009 | с  | 4исла                                   | Numb3rs                                  | агент Терри Грин / медэксперт |
| 2006      | с  | 3 фунта                                 | 3 lbs                                    | Делла                         |
| 2006—2007 | с  | C.S.I.: Место преступления              | CSI: Crime Scene Investigation           | Марла Джеймс / Синтия Джеймс  |
| 2007      | с  | Дурнушка                                | Ugly Betty                               | Йога                          |
| 2007—2010 | с  | Спасите Грейс                           | Saving Grace                             | капитан Кейт Перри            |
| 2008      | с  | Скорая помощь                           | ER                                       | Иоланда                       |
| 2009      | ф  | Солист                                  | The Soloist                              | Фло Эйерс                     |
| 2009—2011 | с  | Огни ночной пятницы                     | Friday Night Lights                      | Берд Мерриуэзер               |
| 2010      | с  | Три реки                                | Three Rivers                             | Иоланда Мосс                  |
| 2010      | с  | Болота                                  | The Glades                               | Кэрол Уоткинс                 |
| 2011      | с  | Морская полиция: Спецотдел              | NCIS                                     | Донна Вулф                    |
| 2011      | с  | Лицом к стене                           | Against the Wall                         | офицер Эди                    |
| 2012      | с  | Анатомия страсти                        | Grey’s Anatomy                           | доктор Хелен Финчер           |
| 2012      | с  | Искатель                                | The Finder                               | Ла Бруха                      |
| 2012      | с  | До смерти красива                       | Drop Dead Diva                           | профессор Эллен Дейли         |
| 2012      | с  | Втайне от родителей                     | The Secret Life of the American Teenager | профессор Эллен Дейли         |
| 2012      | с  | Скандал                                 | Scandal                                  | Нэнси Дрейк                   |
| 2012—2014 | с  | Молодые и дерзкие                       | The Young and the Restless               | доктор Уоткинс                |
| 2013      | с  | Следствие по телу                       | Body of Proof                            | шеф Анджела Мартин            |
| 2013—2017 | с  | Фостеры                                 | The Fosters                              | Дана Адамс                    |
| 2014      | с  | Быть Мэри Джейн                         | Being Mary Jane                          | тётя Тони                     |
| 2014      | с  | Оранжевый — хит сезона                  | Orange Is the New Black                  | Ивонн «Ви» Паркер             |
| 2014      | ф  | Сельма                                  | Selma                                    | Амелия Бойнтон                |
| 2014      | ки | —                                       | World of Warcraft: Warlords of Draenor   | Вирикс                        |
| 2014—2015 | с  | Вечность                                | Forever                                  | лейтенант Джоанна Рис         |
| 2015      | ки | —                                       | King’s Quest                             | Сфинкс                        |
| 2015      | ф  | Рождество                               | The Night Before                         | миссис Робертс                |
| 2015—2017 | с  | Роузвуд                                 | Rosewood                                 | Донна Роузвуд                 |
| 2016      | с  | Полиция Чикаго                          | Chicago P.D.                             | Шамбала Грин                  |
| 2016      | с  | Черноватый                              | Black-ish                                | Альмавилигерайс               |
| 2017      | с  | Огнестрел                               | Shots Fired                              | Кэрол Мур                     |
| 2017      | ф  | Любовь сбивает с рифмы                  | Love Beats Rhymes                        | Нишелль                       |
| 2018      | с  | Грейс и Фрэнки                          | Grace and Frankie                        | Ребекка                       |
| 2018—2019 | с  | В пустыне смерти                        | Into the Badlands                        | Крессида                      |
| 2018—2020 | мс | Ши-Ра и непобедимые принцессы           | She-Ra and the Princesses of Power       | Ведьма теней                  |
| 2018—2021 | мс | Семейка Грин в городе                   | Big City Greens                          | Рашида Ремингтон              |
| 2019      | с  | Деревня                                 | The Village                              | Патриша Дейвис                |
| 2019      | ф  | Страшные истории для рассказа в темноте | Scary Stories to Tell in the Dark        | Лу Лу                         |
| 2020      | ф  | Глории                                  | The Glorias                              | Флоринс Кеннеди               |
| 2020      | с  | Хорошая борьба                          | The Good Fight                           | Ниа Роджерс                   |
| 2020      | с  | Ваша честь                              | Your Honor                               | судья Сара Леблан             |
| 2021      | мс | Остров летнего лагеря                   | Summer Camp Island                       | Эмили Гост                    |
| 2021      | мс | Звёздные войны: Видения                 | スター・ウォーズ：ビジョンズ             | Масаго                        |
| 2021      | с  | Великий уравнитель                      | The Equalizer                            | Виола «Ви» Марсетт            |